# Supercoppa del Giappone 2017
La Supercoppa del Giappone 2017 si è disputata il 18 febbraio 2017 al Nissan Stadium di Yokohama e ha visto sfidarsi i Kashima Antlers, vincitori sia della J1 League 2016 che della Coppa dell'Imperatore 2016, e gli Urawa Reds, che si è classificata come seconda nel massimo campionato giapponese.
A conquistare il trofeo sono stati i Kashima Antlers, che si sono imposti per 3-2.
L'arbitro dell'incontro è stato il signor Hiroyuki Kimura.

## Tabellino
| Arbitro: | Hiroyuki Kimura |

|                          |           |                            |
| Endō 39’, 43’ Suzuki 83’ | Marcatori | 74’ (rig.) Kōroki 75’ Mutō |

| Kashima Antlers | Urawa Reds |

| P               | 1  | Kwon Sun-tae     |  |           |
| D               | 22 | Daigo Nishi      |  |           |
| D               | 5  | Naomichi Ueda    |  |           |
| D               | 3  | Gen Shōji        |  |           |
| D               | 15 | Yūto Misao       |  | 82’       |
| C               | 40 | Mitsuo Ogasawara |  | 56’       |
| C               | 4  | Léo Silva        |  | 40’ 69’   |
| C               | 25 | Yasushi Endō     |  |           |
| C               | 8  | Shōma Doi        |  |           |
| C               | 33 | Mū Kanazaki      |  | 65’       |
| A               | 7  | Pedro Júnior     |  |           |
| A disposizione: |    |                  |  |           |
| P               | 21 | Hitoshi Sogahata |  |           |
| D               | 28 | Kōki Machida     |  |           |
| D               | 16 | Shūto Yamamoto   |  | 82’       |
| C               | 6  | Ryōta Nagaki     |  | 69’       |
| C               | 11 | Leandro          |  |           |
| A               | 9  | Yūma Suzuki      |  | 65’ 90+3’ |
| A               | 14 | Takeshi Kanamori |  |           |
| Allenatore:     |    |                  |  |           |
| Masatada Ishii  |    |                  |  |           |

|                  |    |                    |  |       |
|                  |    |                    |  |       |
| P                | 1  | Shūsaku Nishikawa  |  |       |
| D                | 46 | Ryōta Moriwaki     |  |       |
| D                | 6  | Wataru Endō        |  |       |
| D                | 3  | Tomoya Ugajin      |  |       |
| C                | 18 | Yoshiaki Komai     |  | 64’   |
| C                | 16 | Takuya Aoki        |  | 24’   |
| C                | 22 | Yūki Abe           |  |       |
| C                | 38 | Daisuke Kikuchi    |  | 64’   |
| C                | 20 | Tadanari Lee       |  | 46’   |
| C                | 9  | Yūki Mutō          |  |       |
| A                | 21 | Zlatan Ljubijankič |  | 90+2’ |
| A disposizione:  |    |                    |  |       |
| P                | 25 | Tetsuya Enomoto    |  |       |
| D                | 4  | Daisuke Nasu       |  |       |
| D                | 14 | Tadaaki Hirakawa   |  |       |
| C                | 15 | Kazuki Nagasawa    |  | 64’   |
| C                | 24 | Takahiro Sekine    |  | 64’   |
| C                | 39 | Shin'ya Yajima     |  |       |
| A                | 30 | Shinzō Kōroki      |  | 46’   |
| Allenatore:      |    |                    |  |       |
| Mihailo Petrović |    |                    |  |       |